# Eiras e São Paulo de Frades
Eiras e São Paulo de Frades (oficialmente: União das Freguesias da Eiras e São Paulo de Frades) é uma freguesia portuguesa do município de Coimbra, com 24,78 km² de área e 17 574 habitantes (censo de 2021). A sua densidade populacional é 709,2 hab./km².

## História
Foi constituída em 2013, no âmbito de uma reforma administrativa nacional, pela agregação das antigas freguesias de Eiras e São Paulo de Frades e tem a sede em Eiras.
Esta agregação acabou com a particularidade de São Paulo de Frades ser uma das poucas freguesias portuguesas territorialmente descontínuas.

Freguesias agregadas que deram origem à União das Freguesias de Eiras e São Paulo de Frades

## Sede e Delegações da Junta de Freguesia
Sede: Eiras - Rua Dr. Alfredo Freitas, 17-19
Delegação de São Paulo de Frades - Rua da Junta
Pólo de Santa Apolónia - Quinta de Santa Apolónia

## Demografia
A população registada nos censos foi:
| Distribuição da População por Grupos Etários | Distribuição da População por Grupos Etários | Distribuição da População por Grupos Etários | Distribuição da População por Grupos Etários | Distribuição da População por Grupos Etários | Distribuição da População por Grupos Etários |
| -------------------------------------------- | -------------------------------------------- | -------------------------------------------- | -------------------------------------------- | -------------------------------------------- | -------------------------------------------- |
| Antes da agregação                           |                                              |                                              |                                              |                                              |                                              |
| Ano                                          | 0-14 anos                                    | 15-24 anos                                   | 25-64 anos                                   | >= 65 anos                                   | Total                                        |
| 2001                                         | 3021                                         | 2668                                         | 10262                                        | 2013                                         | 17964                                        |
| 2011                                         | 2535                                         | 2016                                         | 10604                                        | 2766                                         | 17921                                        |
| Após a agregação                             |                                              |                                              |                                              |                                              |                                              |
| Ano                                          | 0-14 anos                                    | 15-24 anos                                   | 25-64 anos                                   | >= 65 anos                                   | Total                                        |
| 2021                                         | 2216                                         | 1856                                         | 9599                                         | 3903                                         | 17574                                        |